# 喀土穆州
喀土穆州是苏丹的18个州之一，面积22,122平方千米，人口约528万人（2008年），首府喀土穆也是苏丹的首都。